# هوارد تايلور ريكيتس
هوارد تايلور ريكيتس (بالإنجليزية: Howard Taylor Ricketts)‏ هو عالم أحياء دقيقة أمريكي، ولد في 9 فبراير 1871 في فندلي في الولايات المتحدة، وتوفي في 3 مايو 1910 في مدينة مكسيكو في المكسيك بسبب حمى نمشية.

## وصلات خارجية
- هوارد تايلور ريكيتس على موقع الموسوعة البريطانية (الإنجليزية)